# 라이코스
라이코스 주식회사(Lycos, Inc., LYCOS로 표기)는 1994년 카네기 멜런 대학교에서 분사하여 설립된 웹 검색 엔진 및 포털 사이트이다. 라이코스는 이메일, 웹 호스팅, 소셜 네트워킹, 엔터테인먼트 웹사이트 네트워크도 포함한다. 이 회사는 월섬에 본사를 두고 있으며 Ybrant Digital의 자회사이다.

## 어원
"라이코스(Lycos)"는 "늑대거미"를 뜻하는 라틴어 "Lycosidae"의 줄임말이다.

## 역사
라이코스는 1994년 5월 카네기 멜런 대학교의 마이클 로렌 몰딘이 피츠버그에서 시작한 연구 프로젝트에서 시작된 대학교 스핀오프이다. 라이코스 주식회사는 CMGI로부터 약 2백만 달러의 벤처 캐피털 자금을 지원받아 설립되었다. 밥 데이비스는 1995년에 신설 회사의 CEO이자 첫 직원이 되었으며, 광고 담당 부사장으로 근무한 빌 타운센드를 중심으로 회사를 광고 지원 포털 사이트로 구축하는 데 집중했다. 라이코스는 1990년대에 몇 년간의 성장을 누렸고 1999년에는 전 세계 40개국 이상에 진출하여 세계에서 가장 많이 방문한 온라인 목적지가 되었다.
1996년 4월, 회사는 NASDAQ (LCOS) 역사상 설립부터 상장까지 가장 빠른 기업공개를 완료했으며, 첫날에 3억 달러의 시장 가치를 기록했다. 또한 경쟁사인 야후!와 익사이트보다 먼저 상장된 최초의 검색 엔진이 되었다. 라이코스는 1997년 10월에 이메일 서비스를 제공하기 시작했으며, 같은 해에 세계 최초로 수익을 내는 인터넷 기업 중 하나가 되었다. 1998년, 라이코스는 "포털 시장에 진출"하기 위해 Tripod.com을 5,800만 달러에 인수했다.
라이코스 유럽은 라이코스와 베르텔스만 다국적 미디어 기업 간의 합작 투자였지만, 항상 별도의 법인으로 존재했다. 라이코스 유럽은 라이코스의 해외 벤처 중 가장 큰 규모를 유지하고 있지만, 라이코스 캐나다, 라이코스 코리아, 라이코스 아시아를 포함한 다른 라이코스 자회사들도 합작 투자 계약을 체결했다.
라이코스는 1997년에 8위, 1999년과 2001년에는 4위로 최고 순위를 기록하며 인터넷에서 가장 인기 있는 웹사이트 중 하나였다.
2000년 5월 16일, 닷컴버블의 정점에 가까워졌을 때, 라이코스는 스페인 통신 대기업 텔레포니카의 인터넷 사업부인 테라 네트웍스에 125억 달러에 인수될 의사를 발표했다. 인수 가격은 회사의 초기 벤처 캐피털 투자액의 거의 3,000배, 초기 기업공개 평가액의 약 20배에 달했다. 이 거래는 2000년 10월에 성사되었고 합병된 회사는 테라 라이코스로 이름이 바뀌었지만, 라이코스 브랜드는 미국에서 계속 사용되었다. 해외에서는 회사가 테라 네트웍스라는 이름으로 계속 알려졌다.
닷컴버블 붕괴로 인해 어려움을 겪은 라이코스는 2001년 말에 자체 검색 크롤러를 포기하고 FAST를 사용하기 시작했다.
2004년 8월, 테라는 대한민국 서울특별시에 본사를 둔 다음 커뮤니케이션(현재 카카오)에 라이코스를 9,540만 달러에 현금으로 매각한다고 발표했는데, 이는 테라의 초기 수십억 달러 투자액의 2% 미만이었다. 2004년 10월, 거래가 성사되었고 회사 이름은 다시 라이코스로 변경되었다.
새로운 소유주 아래에서 라이코스는 전략을 재조정하기 시작했다. 회사는 검색 중심 포털에서 광대역 엔터테인먼트 콘텐츠를 위한 커뮤니티 공간으로 전환했다. 새로운 경영진이 구성되면서 라이코스는 또한 새로운 전략의 핵심이 아닌 자산들을 매각하기 시작했다. 2006년 7월, 1998년 와이어드 디지털(Wired Digital) 인수 이후 라이코스의 일부였던 와이어드 매거진과 재합병된 Wired News는 콘데 나스트 퍼블리케이션스에 매각되었다. Quote.com과 RagingBull.com으로 가장 잘 알려진 라이코스 금융 부문은 2006년 2월 FT 인터랙티브 데이터 코퍼레이션에 매각되었으며, 온라인 데이트 사이트인 Matchmaker.com은 Date.com에 매각되었다. 2006년, 라이코스는 카네기 멜런 대학교로부터 라이코스 상표의 소유권을 다시 얻었으며, 이로 인해 회사는 라이코스 주식회사로 이름을 변경할 수 있게 되었다.
2006년 라이코스는 영상 채팅, 실시간 주문형 비디오, MP3 플레이어를 결합한 라이코스 폰을 비롯한 여러 미디어 서비스를 출시했다. 2006년 11월, 라이코스는 동시 시청 및 채팅 기능을 제공하는 비디오 애플리케이션인 라이코스 시네마를 포함하여 소셜 미디어 중심의 애플리케이션을 출시하기 시작했다. 2007년 2월, 라이코스 믹스(Lycos MIX)가 출시되어 사용자들이 유튜브, 구글 비디오, 야후! 비디오, MySpace 비디오에서 비디오 클립을 가져올 수 있게 했다. 라이코스 믹스는 또한 사용자들이 다른 사용자들이 비디오 댓글을 추가하고 실시간으로 채팅할 수 있는 재생 목록을 만들 수 있게 했다.
모바일, 소셜 네트워크 및 위치 기반 서비스에 집중하기 위한 기업 구조 조정의 일환으로, 다음은 2010년 8월 인도 하이데라바드에 본사를 둔 인터넷 마케팅 회사인 Ybrant Digital에 라이코스를 3,600만 달러에 매각했다. Ybrant Digital은 계약 시 2천만 달러를 지불했으며, Ybrant와 다음 간에 2차 할부금 규모에 대한 법적 분쟁이 있었다. 2018년, 뉴욕 법원은 다음(이때 카카오와 합병)의 손을 들어주었고, 다음을 Ybrant의 라이코스 56% 소유권의 수탁자로 지정했다.
2012년 5월, 라이코스는 전 직원이자 롭 발라지(Rob Balazy)를 라이코스 미디어 부문 CEO로 임명했다고 발표했다.
2014년 9월, 롭 대신 에드 노엘(Ed Noel)이 임명되었고, 라이코스 미디어 총괄 관리자라는 직함으로 운영을 관리하고 있다.
2015년 6월, 라이코스는 밴드(Band)와 링(Ring)이라는 두 가지 웨어러블 기기를 발표했다.
라이코스 인터넷은 2018년 5월 브라이트콤 그룹(Brightcom Group)으로 이름이 변경되었다.

## 라이코스 네트워크 사이트
- Angelfire, 유료 웹 호스팅, 블로그 및 웹 출판 도구를 제공하는 라이코스 자산
- Tripod, 유료 웹 호스팅, 블로그 및 웹 출판 도구를 제공하는 라이코스 자산

### 라이코스 브랜드 사이트
- Lycos Chat, 사진 채팅 커뮤니티.
- Lycos Domains, 인터넷 도메인 네임 구매
- Lycos Mail, 이전에는 Mailcity.com으로 알려졌던 이메일 제공업체. (2018년 5월 15일 현재 유료 서비스만 제공.)[23]
- Lycos Weather
- Lycos Yellow Pages

### 이전 라이코스 사이트
- Chickmail, ChickClick이 후원하는 무료 이메일 서비스
- Chickpages, ChickClick이 후원하는 무료 웹 호스팅 서비스[24]
- Estromail, Estronet이 후원하는 무료 이메일 서비스
- Estropages, Estronet이 후원하는 무료 웹 호스팅 서비스
- Gamesville, 라이코스 멀티플레이어 게임 사이트
- GetRelevant.com, 라이코스 온라인 광고 사이트
- Gurlmail, Delia's가 Gurl.com을 위해 후원하는 무료 이메일 서비스
- Gurlpages, Delia's가 Gurl.com을 위해 후원하는 무료 웹 호스팅 서비스[24]
- 핫봇, 검색 엔진
- InsiderInfo
- Lycos Radio, 사용자들이 자신의 무료 인터넷 라디오 쇼를 만들고 호스팅할 수 있게 했다.
- Matchmaker.com, 데이트 사이트
- Quote.com 및 RagingBull.com, 금융 사이트
- Weather Zombie, 아큐웨더를 통해 좀비 테마의 일기 예보를 제공하는 라이코스 자산
- Webmonkey, 웹 구축 도움말 및 튜토리얼
- WhoWhere.com, 사람 검색 엔진
- Wired.com, 와이어드 매거진의 온라인 사업부

## 같이 보기
- 웹 검색 엔진